# Акутин, Михаил Дмитриевич
Михаи́л Дми́триевич Аку́тин (1911, Сергиевск, Самарская губерния (ныне Самарская область) — 26 апреля 1969) — участник Великой Отечественной войны, Герой Советского Союза.

## Биография
Родился в русской крестьянской семье. Получил начальное образование.
С марта 1942 года призван в ряды Красной Армии. С того же года на фронте. В 1944 году вступил в КПСС.
Будучи командиром бронемашины разведывательной роты 11-й мотострелковой бригады (10-й танковый корпус) сержант Михаил Акутин отличился в сентябре 1943 года при форсировании Днепра. Одним из первых в бригаде переправился через реку южнее Киева, активно участвовал в боях по удержанию и расширению плацдарма.
По окончании войны демобилизовался. Работал в городе Черновцы, затем переехал в Ташкент.

## Награды
- Герой Советского Союза (№ 2376, 23.10.1943);
- Орден Ленина (23.10.1943);
- Орден Отечественной войны 1 степени;
- Орден Отечественной войны 2 степени;
- медали.